# Хендерсон, Дик
Ри́чард «Дик» Хе́ндерсон (нем. Richard "Dick" Henderson; род. 15 ноября 1945, Тандер-Бей, Онтарио) — канадский кёрлингист и тренер по кёрлингу.
Родился и вырос в канадской провинции Онтарио, там же начал заниматься кёрлингом, затем перешёл на тренерскую работу, тренировал различные клубные и национальные команды, в т. ч. в качестве тренера мужской сборной Германии участвовал в зимних Олимпийских играх 2006, чемпионатах мира и Европы. В 2002—2007 был национальным тренером Ассоциации кёрлинга Германии.

## Результаты как тренера национальных сборных
| Год  | Турнир                                        | Сборная                  | Место |
| ---- | --------------------------------------------- | ------------------------ | ----- |
| 2003 | Зимняя Универсиада 2003                       | Германия (студенты жен.) | 6     |
| 2003 | Чемпионат мира по кёрлингу среди мужчин 2003  | Германия (мужчины)       | 9     |
| 2004 | Чемпионат Европы по кёрлингу 2004             | Германия (женщины)       | 9     |
| 2005 | Чемпионат мира по кёрлингу среди юниоров 2005 | Германия (юниоры муж.)   | 9     |
| 2005 | Чемпионат мира по кёрлингу среди мужчин 2005  | Германия (мужчины)       | 3     |
| 2005 | Чемпионат Европы по кёрлингу 2005             | Германия (мужчины)       | 5     |
| 2006 | Зимние Олимпийские игры 2006                  | Германия (мужчины)       | 8     |
| 2006 | Чемпионат мира по кёрлингу среди мужчин 2006  | Германия (мужчины)       | 10    |
| 2007 | Чемпионат мира по кёрлингу среди мужчин 2007  | Германия (мужчины)       | 2     |
| 2011 | Зимняя Универсиада 2011                       | Канада (студенты муж.)   | 5     |
| 2013 | Чемпионат Европы по кёрлингу 2013             | Австрия (женщины)        | 14    |
| 2014 | Чемпионат Европы по кёрлингу 2014             | Австрия (женщины)        | 14    |
| 2015 | Чемпионат Европы по кёрлингу 2015             | Австрия (женщины)        | 20    |
| 2016 | Чемпионат Европы по кёрлингу 2016 (группа C)  | Австрия (женщины)        | 3     |